# TCDD E32000
TCDD E23000 — серія пасажирських електропоїздів, використовуваних державною компанією TCDD Taşımacılık. Всього було побудовано 440 екземплярів, які виготовляються з 2011 року компанією Hyundai Rotem у співпраці з TÜVASAŞ. Потяги цієї серії в основному використовується на  високошвидкісних приміських залізничних лініях Турецької Республіки, в тому числі на лінії Мармарай. В основному моделі цього поїзда курсують з 5 вагонами в складі, однак, конструкція дозволяє додатково причепити ще 5.
Локомотиви мають потужність 3260 к.с і в змозі розвивати швидкість до 105 км/год. Вага локомотива становить 206 тонн при довжині 27 770 мм.